# Chaldejská eparchie svatého Tomáše Apoštola v Detroitu
Chaldejská eparchie svatého Tomáše Apoštola v Detroitu je eparchie chaldejské katolické církve, nacházející se v USA, která je bezprostředně podřízena Svatému Stolci.

## Území

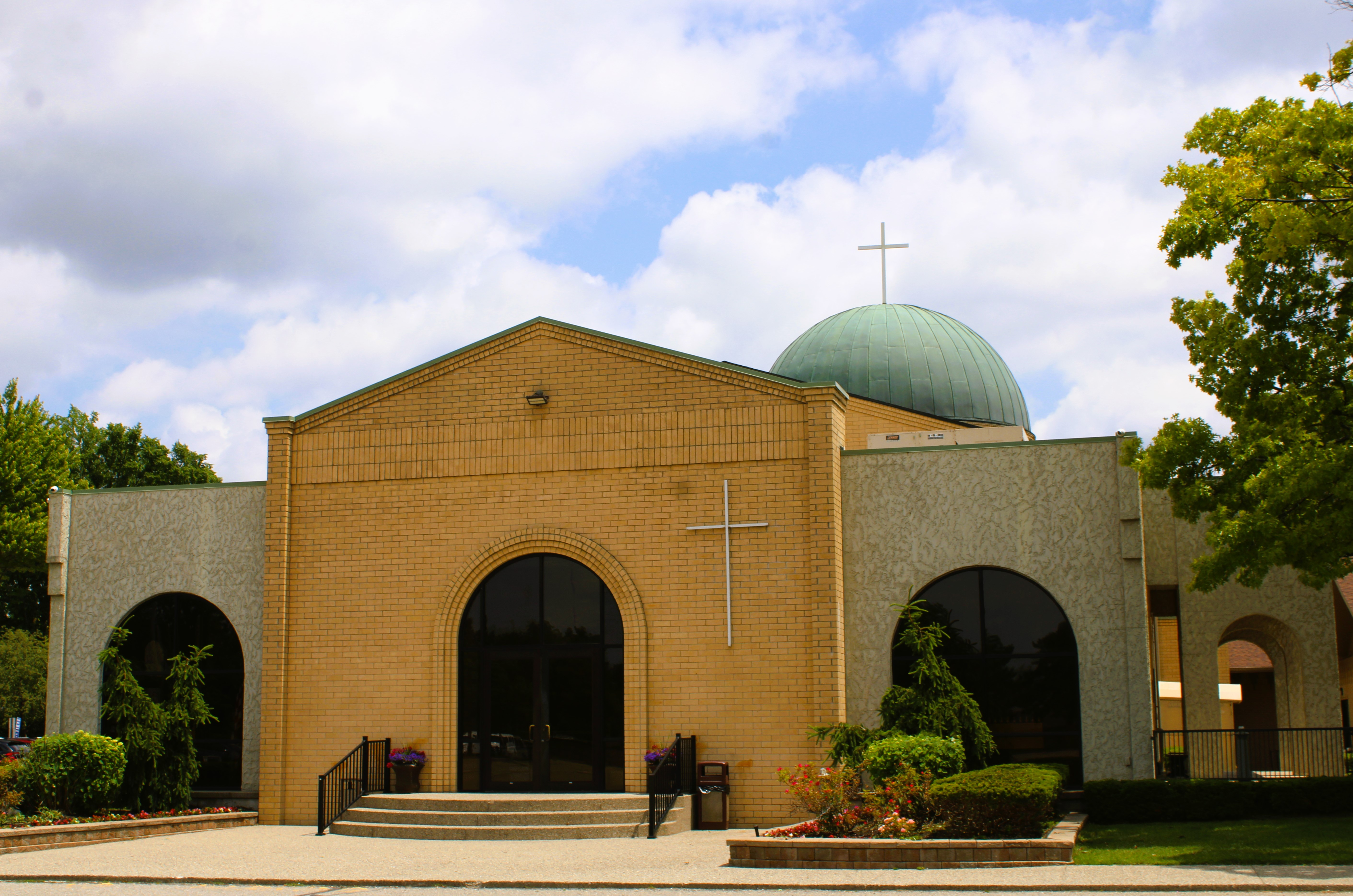
Katedrála Matky Boží v Detroitu.

Eparchie zahrnuje všechny chaldejské věřící v amerických federálních státech Alabama, Arkansas, Connecticut, Delaware, Florida, Georgie, Illinois, Indiana, Iowa, Jižní Karolína, Kentucky, Louisiana, Maine, Maryland, Massachusetts, Michigan, Minnesota, Mississippi, Missouri, Montana, New Hampshire, New Jersey, New York, Ohio, Pensylvánie, Rhode Island, Severní Karolína, Tennessee, Vermont, Virginie, Wisconsin a Západní Virginie.
Eparchiálním sídlem je město Detroit, kde se nachází hlavní chrám Matky Boží.

## Historie
Dne l1. ledna 1982 byl bulou Quo aptius papeže Jana Pavla II. zřízen Apoštolský exarchát Spojených států amerických pro věřící východních ritů, který byl podřízen Svatému stolci. Dne 3.srpna 1985 jej bulou Mense Ianuario tentýž papež povýšil na eparchii, která dostala dnešní jméno. Původně měla juristdikci nad celým územím USA, v roce 2002 z ní byla pro západní část USA vyčleněna eparchie sv. Petra v San Diegu.